# PGM5
PGM5 (фосфоглюкомутаза 5) — один из видов фосфоглюкомутаз, белок, кодируемый геном PGM5, расположенным на длинном плече 9-й хромосомы человека. Частота распространения различных аллелей гена PGM5 может использоваться в популяционных исследованиях.